# Opoczka (obwód pskowski)
Opoczka (ros. Опочка) – miasto w obwodzie pskowskim, w Rosji, nad rzeką Wielikają, położone 130 km na południe od stolicy obwodu – Pskowa.
Liczba mieszkańców miasta w 2008 roku wynosiła 13 054 osoby.
Miasto zostało założone w 1414, natomiast prawa miejskie otrzymało dopiero w 1777 roku.

## Historia
W 1414 roku w zakolu rzeki Wielikaja założono twierdzę, którą nazwano Opoczka, datę tę uznaje się za datę założenia miasta. W pobliżu Opoczki biegła północna granica Litwy, a następnie I Rzeczypospolitej.
Car Piotr I wydał dekret przypisania miasta Opoczka do guberni ingermanlandzkiej, ustanowionej w 1708 roku. Utworzenie w 1727 roku guberni nowogrodzkiej spowodowało przyłączenie do niej miasta. Opoczka została włączona do prowincji pskowskiej.

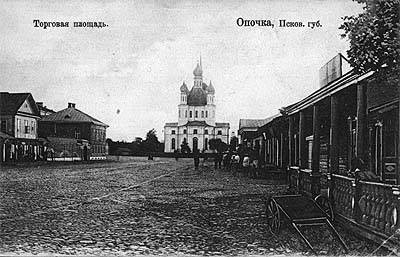
Opoczka na pocz. XX w.

W 1772 roku powstała gubernia pskowska, centralnym miastem guberni została Opoczka, gubernia zawierała także dwie prowincje z guberni nowogrodzkiej: pskowską i welkołudzką, a po I rozbiorze Polski do guberni zostały przyłączone nowe prowincje: Dźwinska (Polskie Inflanty) i Połocka z terenów byłego województwa witebskiego, które były nazwane drugą Białorusią, Opoczka do 1776 roku pozostała miastem gubernialnym. W 1777 roku Opoczka została miasteczkiem ujezdnym w nowo powstałym pskowskim namiestnictwie. W 1927 roku opoczecki ujezd został podzielony na trzy rejony podlegające pod obwód leningradzki, a miasto stało się centrum rejonu Opoczka, który w sierpniu 1944 roku został włączony do nowo powstałego obwodu pskowskiego.

## Zabytki
W mieście znajdują się dobrze zachowane zabytkowe budowle o wartości historycznej, w tym przykłady architektury drewnianej.

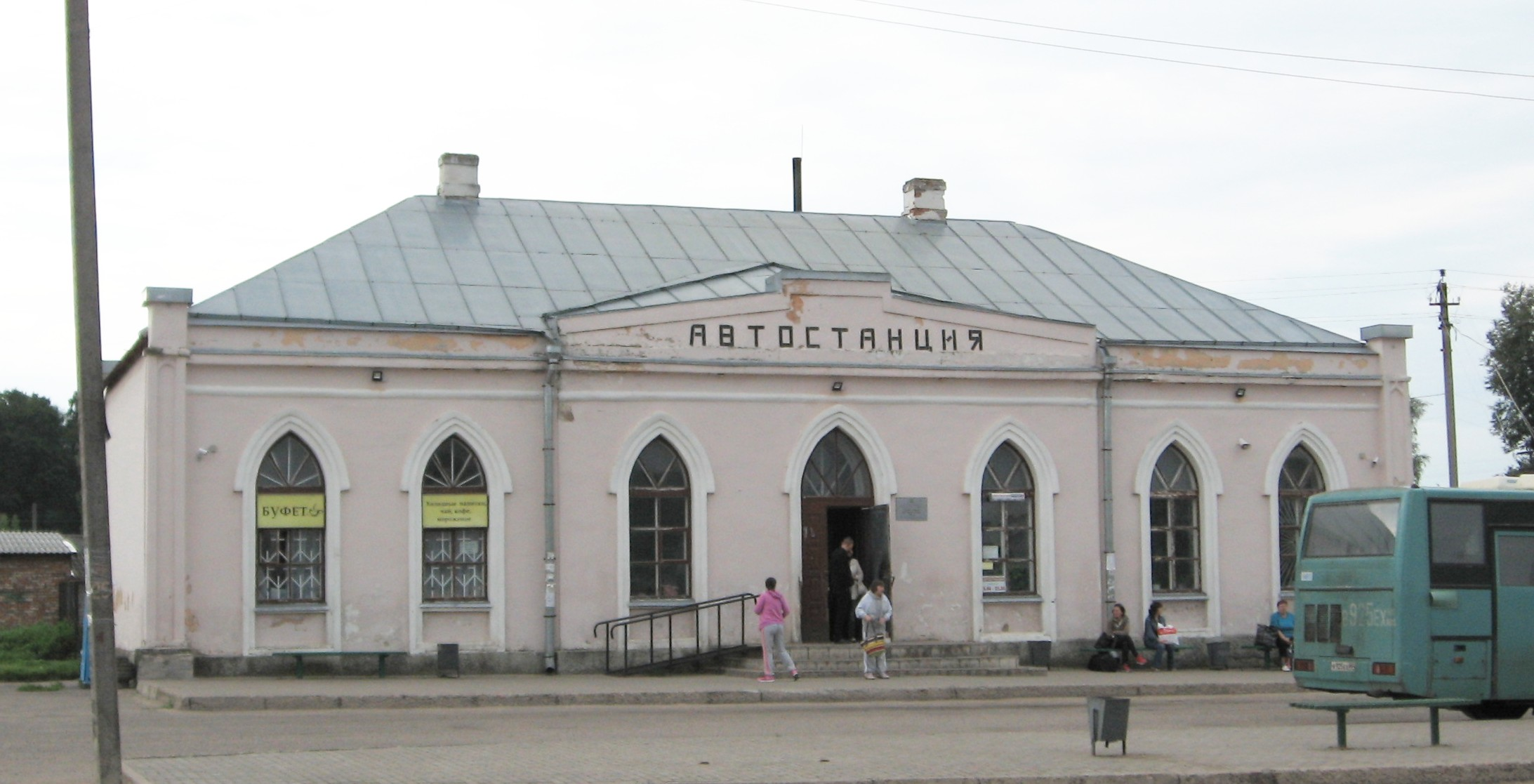
Dworzec autobusowy
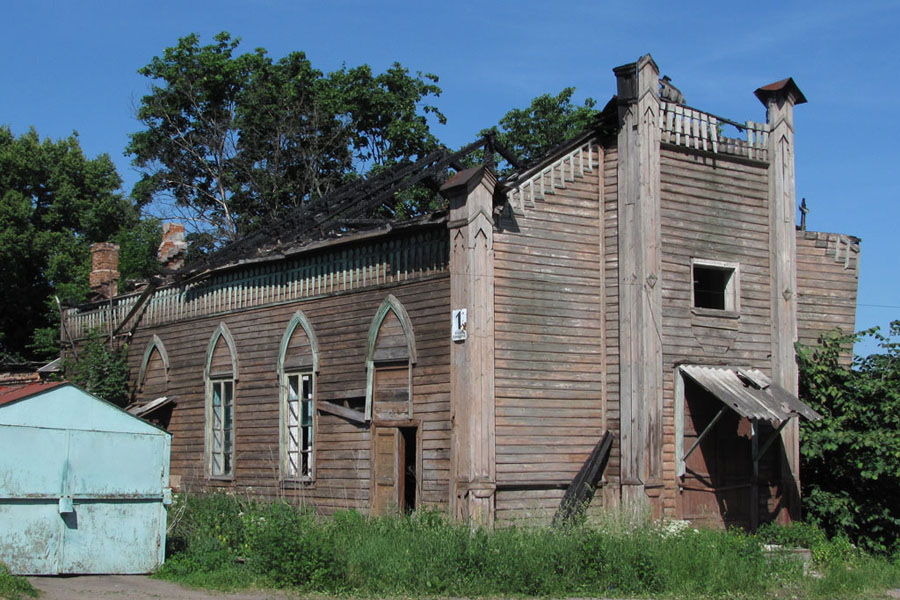
Drewniany kościół protestancki
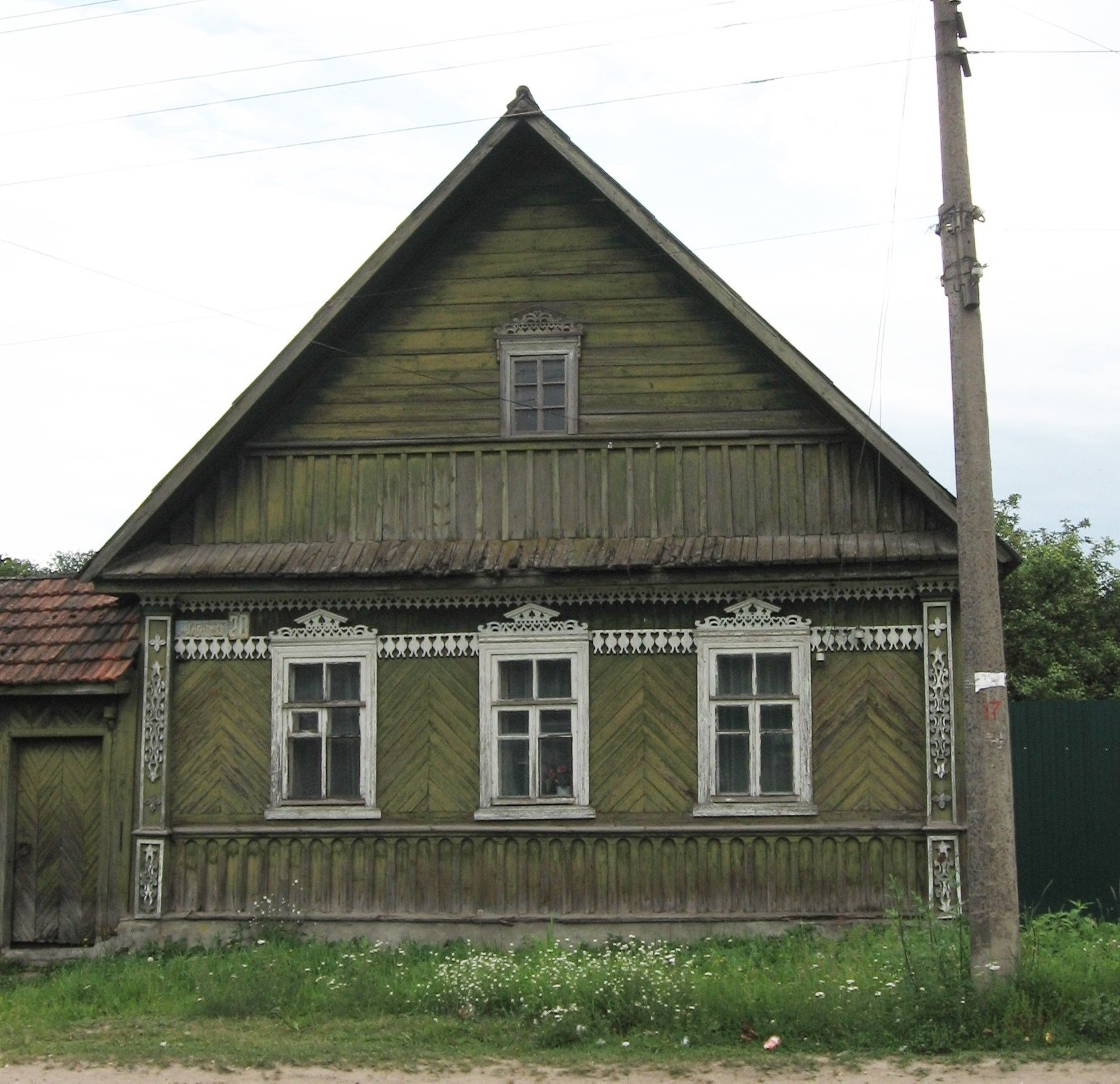
Drewniany dom

## Przedsiębiorstwa
- Lespromhoz
- Mezhleshoz
- Piekarnia